# Ямальские стерхи
«Ямальские стерхи» — хоккейный клуб из Ноябрьска. Представляет Ямало-Ненецкий автономный округ в Российской Хоккейной Лиге.

## О команде
Хоккейный клуб «Ямальские стерхи» был создан в 2012 году. Командой владеет общество с ограниченной ответственностью «Газпром добыча Ноябрьск». Тренировочная база хоккейного клуба «Ямальские стерхи» — культурно-спортивный комплекс «Факел» компании «Газпром добыча Ноябрьск». Главный тренер команды «Ямальские стерхи» — Леонид Береснев, мастер спорта международного класса.
В сезоне 2011—2012 гг. хоккейный клуб «Ямальские стерхи» принял участие в Ямальской хоккейной лиге и получил титул вице-чемпионов.
После успешного дебюта хоккейного клуба «Ямальские стерхи» в ЯХЛ было принято решение о выходе команды на более высокий уровень соревнований. В сезоне 2012—2013 гг. «Стерхи» приняли участие в чемпионате Российской хоккейной лиги. Сезон 2012—2013 гг. «Ямальские стерхи» завершили, имея титул вице-чемпиона Российской хоккейной лиги.

## Галерея

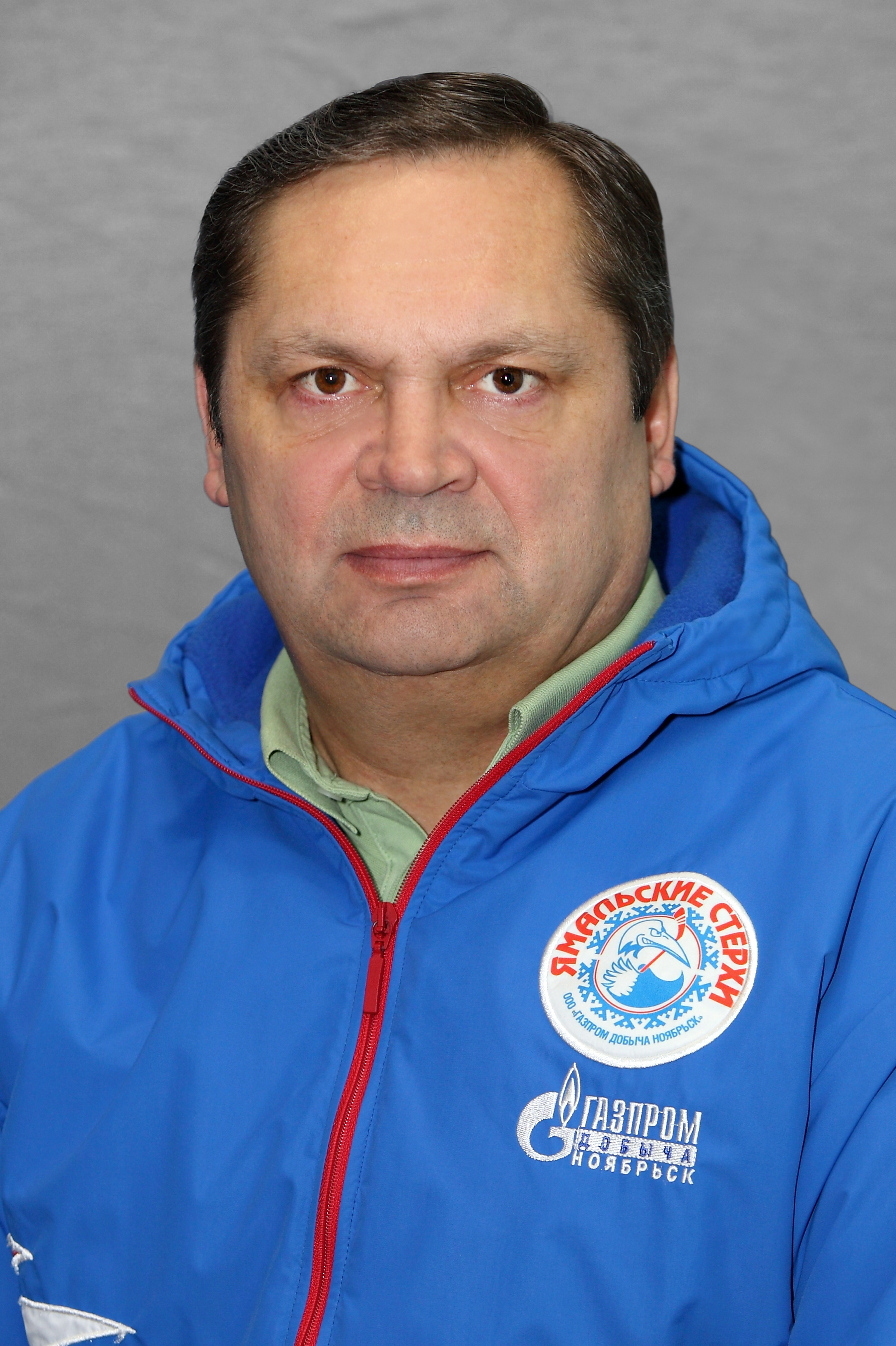
Леонид Береснев — главный тренер ХК «Ямальские стерхи»
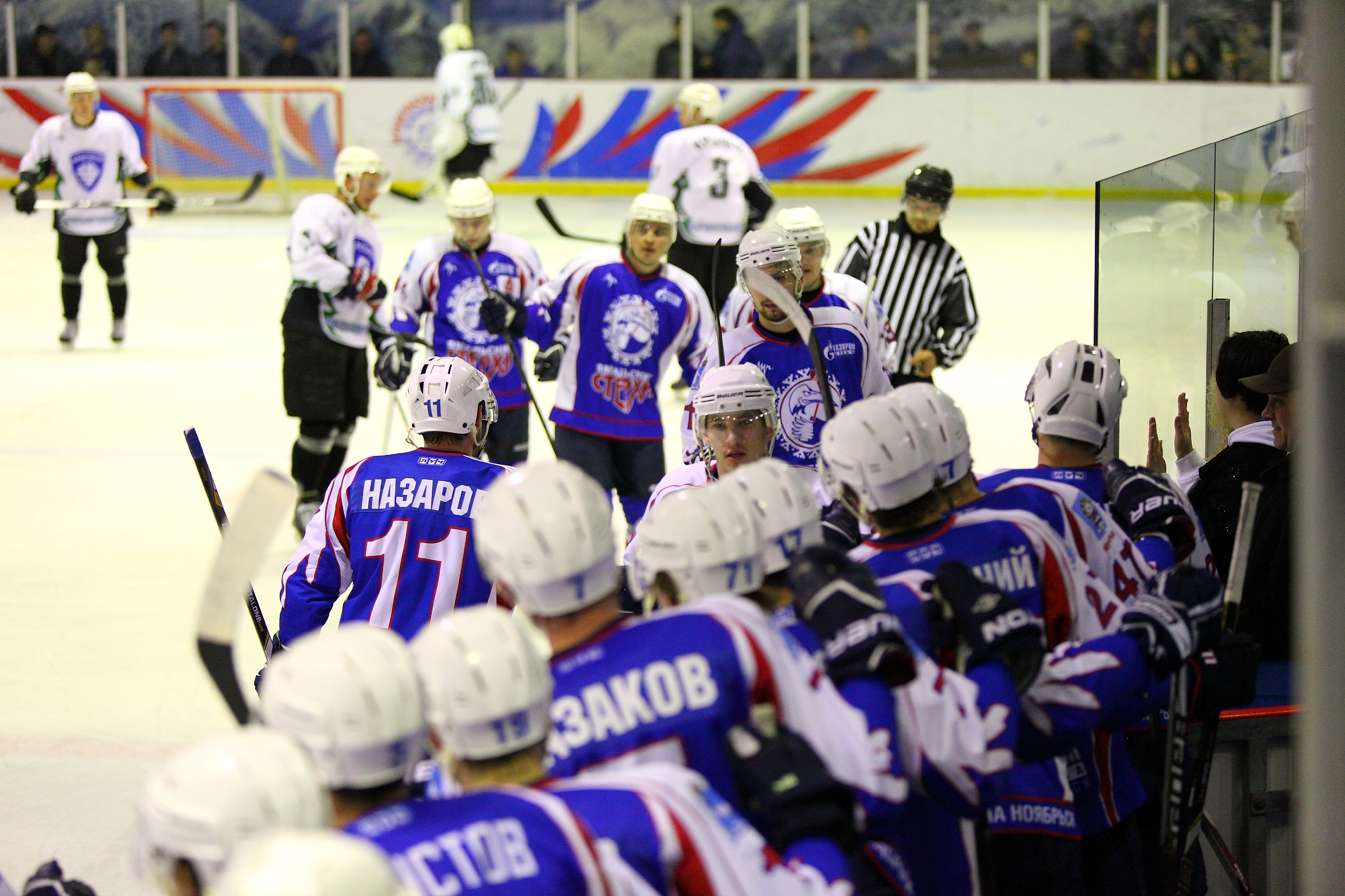
ХК «Ямальские стерхи»: на домашней арене. КСК «Факел» (г. Ноябрьск)
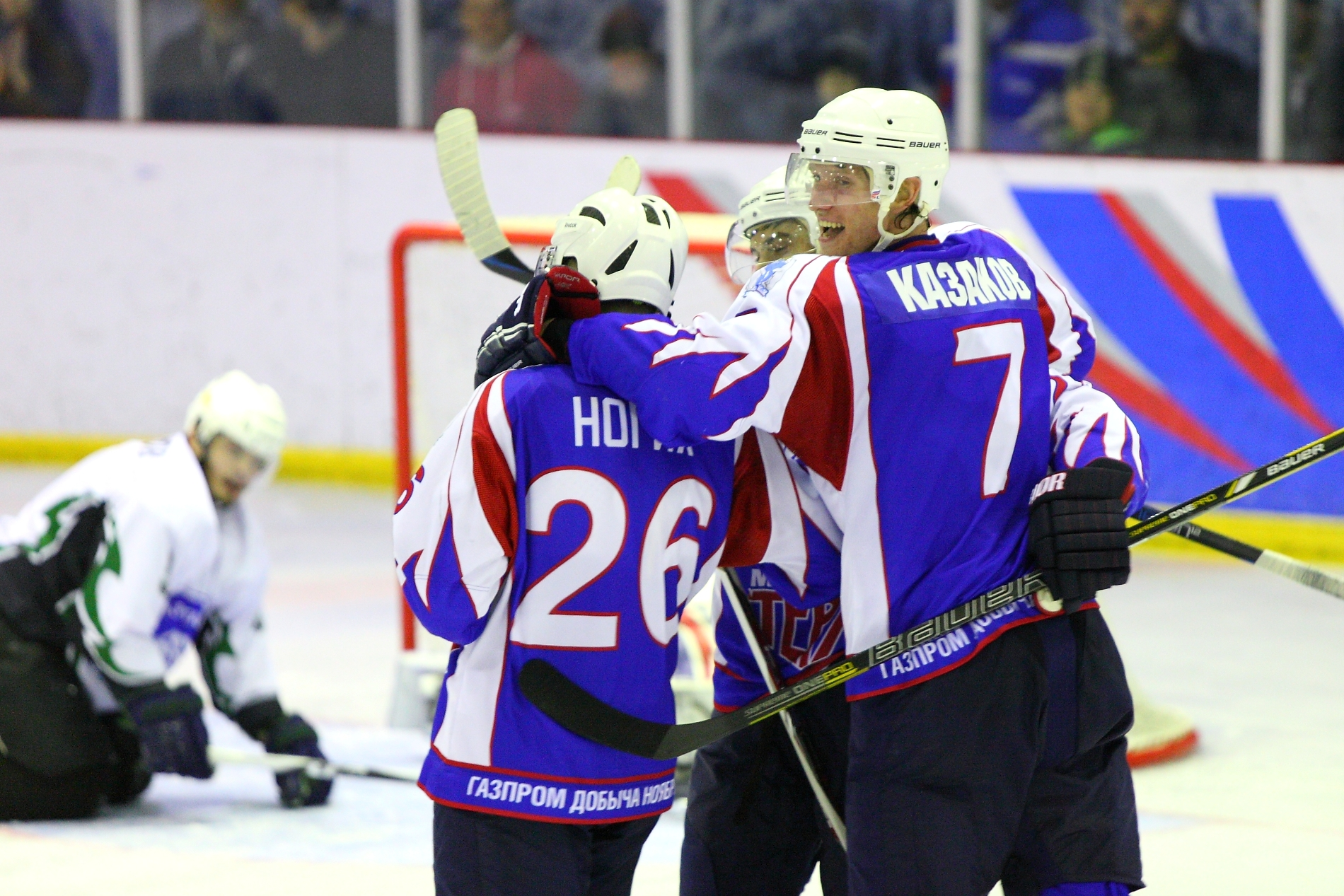
ХК «Ямальские стерхи»: игры в Российской хоккейной лиге